# لیدی چترلی (فیلم)
لیدی چترلی (انگلیسی: Lady Chatterley) فیلمی در ژانر درام است که در سال ۲۰۰۶ منتشر شد.